# Adolf I (hrabia Dasselu)
Adolf I (ur. przed 1180, zm. 1224) – hrabia Dasselu i Ratzeburga, marszałek Westfalii. Był synem Ludolfa I i młodszym bratem Ludolfa II; większość życia spędził prowadząc wojny.
Po obaleniu władzy saskiego księcia Henryka Lwa w 1180 roku Adolf, jako wasal arcybiskupa Kolonii i księcia Westfalii Filipa I został marszałkiem Westfalii. Stronnictwo Henryka Lwa zaczęło ponownie nabierać siły w 1189 roku (dołączył do niego także Bernhard II). Adolfowi, będącemu wówczas namiestnikiem ziem nieobecnego Adolfa III holsztyńskiego, udało się utrzymać jedynie Lubekę oraz zamek Siegesburg. Miasto jednak, na widok zbliżających się wojsk Lwa, poddali mieszczenie pamiętając o losie Bardowicka; Adolf zdołał zbiec wcześniej wraz z matką i żoną Adolfa III. Wiosną 1190 roku prowadzono walki w Holsztynie, których rezultat był niepomyślny dla Welfów – armia dowodzona przez Bernharda II ratzeburskiego, Helmolda schwerińskiego oraz marszałka Jordana z Blankenburga została pobita przez Adolfa.
Po podwójnej koronacji w 1198 roku Adolf początkowo był stronnikiem Filipa szwabskiego jednak w 1204 roku przeszedł na stronę welfickiego Ottona IV.
Około roku 1200 poślubił Adelajdę z Wasselu, hrabinę Ratzeburga, której pierwszy mąż, Bernhard II zmarł w 1198 roku. Para miała czwórkę dzieci:
- Ludolfa, hrabiego Dasselu i Nienoveru (zm. 1223)
- Adolfa, hrabiego Dasselu (zm. 1244)

∞Elżbieta z Lobdeburga
- Bertolda, kanonika hildesheimskiego (zm. 1268)
- Adelajdę (ur. 1224, zm. 14 września 1262/63)

∞Johan Jacobsen Galen (1240)
∞Ludwig ravensberski
Jako że Bernhard III ratzeburski przeżył ojca zaledwie o rok i zmarł jeszcze przed ślubem matki Adolf poprzez mariaż odziedziczył część ziem na północ od Hildesheimu i z nadania Bernarda III Askańczyka został hrabią Ratzeburga. Utracił ten tytuł bardzo szybko, bo już w maju 1200 lub 1201 roku i pokonany pod Waschowem przez Kanuta VI musiał uciekać.
Od 1204 roku był poplecznikiem Ottona IV – brał udział w kampanii włoskiej w 1209 roku. Później udały się na wyprawę krzyżową do Damietty, a następnie brał udział w walkach o Liwonię po stronie Alberta von Buxhövdena. Niedługo po powrocie w rodzinne strony zmarł.